# Nordkaukasische Legion

Emblem der Legion

Die Nordkaukasische Legion war eine Freiwilligen-Einheit der deutschen Wehrmacht. Die Einheit bestand aus Tscherkessen, Dagestanern, Tschetschenen, Inguschen, anderen Nordkaukasiern und russischen Emigranten, sowjetischen Kriegsgefangenen und Überläufern.
Sie ist aus der Aufteilung der Kaukasisch-Mohammedanische Legion in die Nordkaukasische Legion und in die Aserbaidschanische Legion entstanden.

## Geschichte
Die Aufstellung der Legion begann am 5. August 1942 auf dem Truppenübungsplatz Radom bei Radom im Generalgouvernement Polen.
Das Nordkaukasische Komitee nahm an der Bildung der Legion und dem Aufruf für Freiwillige teil. Der Führung schlossen sich der Godoberier Ahmed Nabi Magomayev, der Ossete Alikhan Kantemir (ehemaliger Kriegsminister der Bergrepublik während des Bürgerkrieges und noch politisch aktiv in der späteren sowjetischen Berg ASSR) und Sultan Giray Klich (früherer General der Weißen Bewegung und Vorsitzender des Komitees der Bergbewohner innerhalb der Bewegung). Der Ausschuss des Nordkaukasischen Komitees veröffentlichte den Aufruf in der Zeitung Gazavat auf Russisch.
Die Legion bestand aus acht Bataillonen mit den Nummern 800, 802, 803, 831, 835, 836, 842 und 843 sowie dem Sonderverband Bergmann. Sie diente in der Normandie, den Niederlanden und in Italien.